# Eusomus ovulum

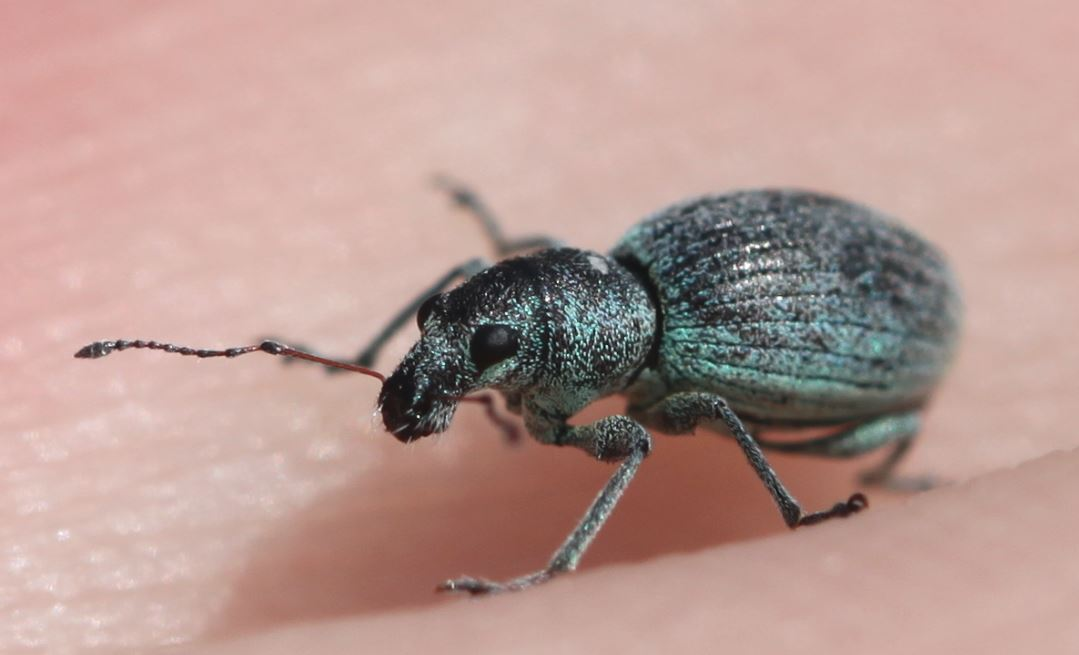

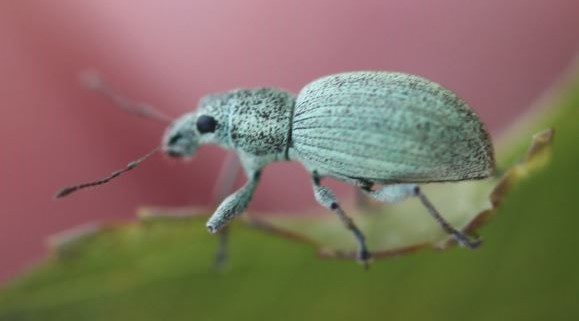
Seitenansicht

Eusomus ovulum, auch als Eiförmiger Grünrüssler bekannt, ist ein Käfer aus der Familie der Rüsselkäfer (Curculionidae).

## Merkmale
Die Käfer sind 5–7,5 mm lang. Die schwarzen Käfer sind dicht grün beschuppt. Der Halsschild weist hinter der Mitte die größte Breite auf. Die länglich ovalen Flügeldecken laufen am hinteren Ende spitz zu. Die relativ großen Augen der Käfer sind stark gewölbt. Die Rüsselkäfer besitzen sehr lange Fühler. Der gerade Fühlerschaft ist mit Ausnahme der Spitze rot gefärbt. Die Femora weisen lange scharfe Dornen auf.

## Verbreitung
Die Käferart ist in der Paläarktis verbreitet. In Europa kommt sie in Frankreich, England und Italien sowie in Mitteleuropa und auf dem Balkan vor. Nach Osten reicht das Verbreitungsgebiet bis nach Kleinasien und Westsibirien. In Deutschland verläuft die nördliche Verbreitungsgrenze durch Westfalen, Niedersachsen und Brandenburg.

## Lebensweise
Die Käferart pflanzt sich parthenogenetisch fort. Die adulten Käfer erscheinen ab Mitte April und lassen sich bis Anfang August beobachten. Die Käfer findet man insbesondere in sonnigen Hanglagen.